# Castrillón
Castrillón ist ein Concejo (eine Gemeinde) der Autonomen Region Asturien. Es grenzt im Norden an den Golf von Biskaya, im Süden an Candamo und Illas, im Osten an Corvera und Avilés und im Westen an Soto del Barco. Der Hauptort Piedras Blancas liegt 35 Kilometer von Oviedo entfernt. Der Concejo verfügt über eine Eisenbahnanbindung an das Netz der Renfe. Im Gemeindeteil Santiago del Monte befindet sich der Flughafen Asturias.

## Geografie
An der Küste gelegen, ist Castrillón einer der flachsten Regionen Asturiens. Die Küste wird durch eine Reihe Strände und Klippen gebildet, daher auch der Spitzname „Concejo der sieben Strände“, obgleich es natürlich mehr als sieben Strände gibt.

### Klima

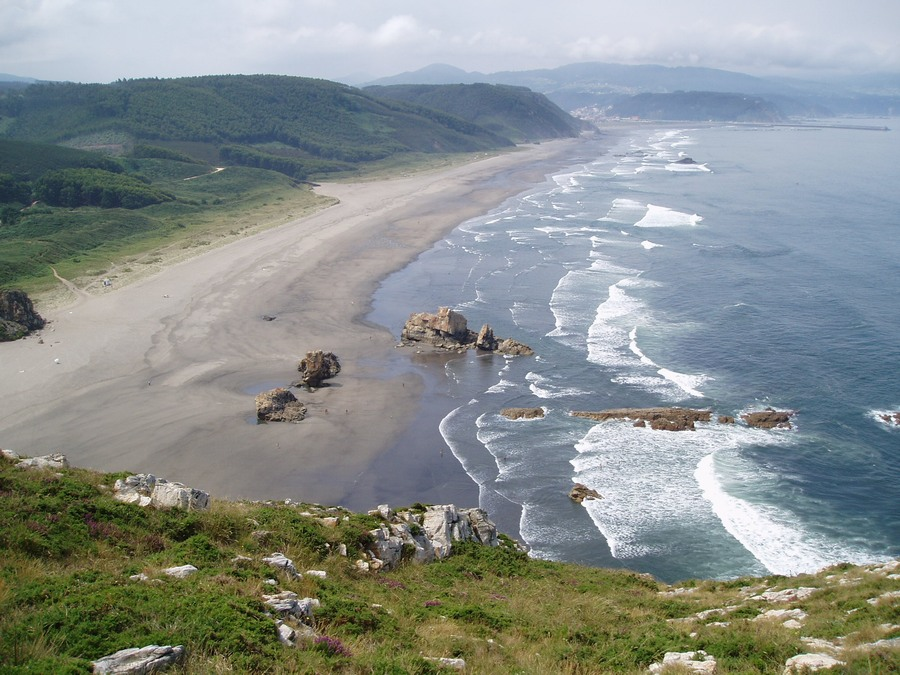
Einer der sieben Strände (Playón de Bayas)

Das ozeanische Klima der Gemeinde bedeutet, dass dort wenig Temperaturschwankungen vorherrschen. Die durchschnittliche, jährliche Temperatur liegt bei 13 °C, mit gemäßigten Sommern und milden Wintern mit häufigen Regenfällen vergleichbar mit den angrenzenden Regionen.

## Politik
Die 21 Sitze des Gemeinderates verteilen sich wie folgt:
| Partei       | 1979 | 1983 | 1987 | 1991 | 1995 | 1999 | 2003 | 2007 | 2011 | 2015 | 2019 |
| ------------ | ---- | ---- | ---- | ---- | ---- | ---- | ---- | ---- | ---- | ---- | ---- |
| AP/PP        | 1    | 6    | 6    | 6    | 10   | 9    | 9    | 9    | 6    | 6    | 7    |
| PCA/IU/IU-BA | 3    | 2    | 4    | 5    | 5    | 6    | 6    | 7    | 8    | 8    | 5    |
| PSOE         | 6    | 9    | 7    | 8    | 6    | 6    | 6    | 5    | 3    | 3    | 5    |
| CSP/PODEMOS  |      |      |      |      |      |      |      |      |      | 2    | 1    |
| C's          |      |      |      |      |      |      |      |      |      | 1    | 2    |
| FAC          |      |      |      |      |      |      |      |      | 4    | 1    | –    |
| Vox          |      |      |      |      |      |      |      |      |      |      | 1    |
| UCD/CDS      | 4    | –    | 4    | 2    |      |      |      |      |      |      |      |
| Parteilose   | 3    |      |      |      |      |      |      |      |      |      |      |
| Total        | 17   | 17   | 21   | 21   | 21   | 21   | 21   | 21   | 21   | 21   | 21   |

### Wappen
- links (heraldisch rechts): das Siegeskreuz und die (nicht mehr existierende) Burg von Gauzón
- rechts (heraldisch links): das halbe Wappen von Aviles, zu dem Castrillón früher gehörte

## Wirtschaft
| TOTAL | 5.813 | 100   |
| Ackerbau, Viehzucht und Fischerei                                                                         | 73    | 1,26  |
| Industrie                                                                                                 | 1.548 | 26,63 |
| Bauwirtschaft                                                                                             | 609   | 1048  |
| Dienstleistungsbetriebe                                                                                   | 3.583 | 61,64 |
| * Daten, Stand 2009. (PDF; 112 kB), Statistisches Amt für Wirtschaftliche Entwicklung in Asturien (SADEI) |       |       |

## Bevölkerungsentwicklung
|                                                    |
| Quelle: INE – grafische Aufarbeitung für Wikipedia |

## Parroquias
- Bayas
- Laspra
- Naveces
- Pillarno
- Quiloño
- Salinas
- Santa María del Mar
- Santiago Del Monte

## Regelmäßige Veranstaltungen
| Fiesta                        | Monat                     | Ort/Vorort          |
| ----------------------------- | ------------------------- | ------------------- |
| San Isidro Labrador           | Mai                       | Castrillón          |
| Las Bárzanas                  | Ende Mai                  | Las Bárzanas        |
| Raíces Nuevo                  | Juni                      | Raíces Nuevo        |
| Pillarno                      | Juni                      | Pillarno            |
| San Juan de Nieva             | Juni                      | San Juan de Nieva   |
| La Braña                      | Juni                      | La Braña            |
| Jira a Pulide                 | Ende Juni                 | Pulide              |
| Piedras Blancas               | Erstes Wochenende im Juni | Piedras Blancas     |
| Jira al Parque de la Libertad |                           | Castrillón          |
| Día de Castrillón             | Erstes Wochenende im Juli | Castrillón          |
| San Martín de Laspra          | Juli                      | Castrillón          |
| San Miguel de Quiloño         | Juli                      | Castrillón          |
| Santiago del Monte            | Juli                      | Castrillón          |
| Bayas                         | Juli                      | Castrillón          |
| Salinas                       | August                    | Salinas             |
| Santa María del Mar           | August                    | Santa María del Mar |
| Naveces                       | August                    | Naveces             |
| Peregrinación a San Adriano   |                           | Castrillón          |
| Vegarrozadas                  | September                 | Castrillón          |

## Söhne und Töchter
- Ángela Vallina (* 1959), spanische Politikerin